# Rue d'Ivry
La rue d'Ivry est une voie située dans le 4e arrondissement de Lyon, dans le quartier de la Croix-Rousse.

## Situation et accès
La rue d'Ivry va, en direction de l'est, de la Grande rue de la Croix Rousse à la rue Louis-Thévenet, sur la partie plane du plateau de la Croix Rousse. 

## Origine du nom
Le nom de la rue est lié à la Bataille d'Ivry, victoire de l'armée royale commandée par Henri IV sur l'armée des Ligueurs commandée par le Duc de Mayenne, le 14 mars 1590. 

## Historique
Cette voie est nommée par délibération du Conseil municipal de Lyon le 4 août 1854. Auparavant, elle a porté les noms suivants : « rue Henri-IV » (1835 puis à nouveau, vers 1852), « impasse Barré » (1840), « rue Sociale » (1849).